# 紀元前292年
紀元前292年（きげんぜん292ねん）は、ローマ暦の年である。
当時は、「クィントゥス・ファビウス・マクシムス・グルゲスとデキムス・ユニウス・ブルトゥス・スカエウァが共和政ローマ執政官に就任した年」として知られていた（もしくは、それほど使われてはいないが、ローマ建国紀元462年）。紀年法として西暦（キリスト紀元）がヨーロッパで広く普及した中世時代初期以降、この年は紀元前292年と表記されるのが一般的となった。

## 他の紀年法
- 干支 : 己巳
- 日本
  - 皇紀369年
  - 孝安天皇101年
- 中国
  - 周 - 赧王23年
  - 秦 - 昭襄王15年
  - 楚 - 頃襄王7年
  - 斉 - 湣王9年
  - 燕 - 昭王20年
  - 趙 - 恵文王7年
  - 魏 - 昭王4年
  - 韓 - 釐王4年
- 朝鮮
  - 檀紀2042年
- ベトナム :
- 仏滅紀元 : 253年
- ユダヤ暦 :

## できごと

### ギリシア
- リュシマコスはドナウ川を越えて自分の影響力を広げようとしたが、ゲタイ王ドロミヘテに敗れ、捕虜となった。最終的にゲタイとリュシマコスの間で和平が成立し、リュシマコスは釈放された。この和平は、ドロミヘテがリュシマコスの娘と結婚することでさらに強化された。
- デメトリウス1世はボイオーティアに遠征している時に、トラキアの支配者リュシマコスがゲタイの捕虜になったとの知らせを聞いた。

### 中国
- 楚の頃襄王が秦から妻を迎えた。
- 秦の丞相の魏冄が病のために辞職し、客卿の燭寿が丞相となった。
- 秦の白起が魏を攻撃して垣を奪い、まもなく魏に返還した。